# Günther Lütjens
Günther Lütjens (25 de maig de 1889 – 27 de maig de 1941) va ser un Almirall alemany, el servei del qual s'expandí durant 3 dècades. Lütjens és conegut sobretot per les seves accions durant la Segona Guerra Mundial, principalment pel seu comandament del Cuirassat Bismarck durant la sortida de l'Operació Exercici Rin.

## Biografia
Gunther Lütjens va néixer a Wiesbaden, ingressant a la Marina Imperial Alemanya el 1907. Passà els primers anys de servei a bord del creuer lleuger SMS Freya. Després de rebre el despatx d'oficial, passà a servir a bord del SMS Elsaß fins a 1910, i entre 1910 i 1913 a bord del creuer armat SMS König Wilhelm.

### Primera Guerra Mundial
El 1913, i fins al final de la Primera Guerra Mundial, Lütjens va exercir de comandant de diverses llanxes torpedineres a la costa flamenca, llançant atacs contra Dunkerque. El 24 de maig de 1917, Lütjens va ser promogut a Tinent Comandant

### Període d'entreguerres
Després de la guerra, treballà com a oficial a l'Agència de Transport naval Warnemünde entre 1918 i 1921, quan tornà a la novament reorganitzada marina alemanya, amb el rang de Comandant. Lütjens serví fins al 1925 a la 3a Flotilla de Torpedineres i esdevingué el seu comandant. El 1933 va ser nomenat comandant del creuer Karlsruhe. El 1936 va ser nomenat Cap de Personal de la Kriegsmarine, i el 1937 va ser nomenat Führer der Torpedoboote (Cap de les Llanxes Torpedineres) i promogut a Konteradmiral.
El novembre de 1938, Lütjens va ser un dels tres únics oficials de bandera que van protestar, per escrit, contra els programes anti-jueus de la "Kristallnacht".

### Segona Guerra Mundial

#### Operació Weserübung
Amb l'esclat de la Segona Guerra Mundial, Lütjens era Comandant de les Forces d'Escolta. L'abril del 1940, durant la invasió de Noruega i Dinamarca (Operació Weserübung), serví com a vicealmirall, comandant les distants forces d'escorta al Mar del Nord, consistent en els creuers Gneisenau (vaixell insígnia) i Scharnhorst, entablant combat amb el HMS Renown. Al juny de 104' va ser nomenat Comandant de Cuirassats i el tercer Flottenchef (Comandant de Flota) de la Kriegsmarine.
El seu predecessor, el Vicealmirall Wilhelm Marschall havia tingut repetides diferències amb l'Alt Comandament Aliat sobre el paper que havia de tenir el Flottenchef per poder donar ordres mentre que operaven al mar. Mentre que operava des del Scharnhorst, Marschall s'havia adonat que la flota britànica es retirava de Noruega, ignorà les seves ordres originals i atacà als britànics, enfonsant al portaavions HMS Glorious i als seus destructors d'escorta, HMS Acasta i HMS Ardent, però rebé l'impacte d'un torpede al Scharnhorst. Aquesta decisió de no seguir les ordres comportà que fos rellevat per Lütjens. Com que també el primer Flottenchef havia sigut retirat del càrrec per motius similars, Lütjens es determinà a seguir les ordres al peu de la lletra per evitar seguir el mateix destí.

#### Operació Berlín
El 28 de desembre de 1940, Lütjens comandà el Gneisenau (vaixell insígnia) i el Scharnhorst en un atac per l'Atlàntic en el que destruí 115.000 tones de mercants aliats, abans de tornar a Brest.
El 22 de gener la missió es tornà a emprendre. Lütjens tria el Gneisenau com a vaixell insígnia, i juntament amb el Scharnhorst van enfonsar i capturar 22 vaixells, incloent 6 el 15 de març i 10 el 16 de març. Si bé durant la seva missió es trobaren al HMS Rodney, al HMS Ramillies i al HMS Ark Royal, van aconseguir evitar les naus britàniques. L'Operació Berlín s'estengué durant dos mesos, amb 33.000 km (17.800 milles nautiques) recorreguts en 59 dies, sent un rècord pels grans vaixells alemanys.

#### Operació Exercici Rin
Després de l'èxit de l'Operació Berlín, es van fer plans perquè Lütjens dirigís l'Operació Rheinübung, usant tots quatre cuirassats i creuers de batalla (el Bismarck, el Gneisenau el Scharnhorst i el nou Tirpitz) per portar a terme un atac per l'Atlàntic. Per diversos motius, ni el Tirpitz ni els dos creuers de batalla van poder estar disponibles per a l'operació i, per tant, es procedí només amb el Bismarck i el creuer pesat Prinz Eugen.
Després d'envoltar Islàndia, Lütjens es trobà amb un esquadró britànic a l'estret de Dinamarca, format el creuer de batalla HMS Hood i el cuirassat HMS Prince of Wales a trenc d'alba del 24 de maig de 1941. L'instint de Lütjens era sobrepassar als vaixells britànics, més que no pas haver d'arriscar-se a un combat; i especialment quan veié que un dels vaixells britànics era el Hood. Lütjens volia evitar el combat, fins i tot quan el Hood disparà sobre els alemanys, refusant tornar-los el foc. Finalment el Bismarck disparà, tot i que no se sap si perquè l'ordre va ser donada per Lütjens o perquè el capità del Bismarck, Lindemann no va poder esperar més.
Durant la breu Batalla de l'estret de Dinamarca, el HMS Hood va resultar enfonsat amb pràcticament tota la tripulació perduda, i el HMS Prince of Wales resultà tocat en 7 ocasions, amb greus danys al pont (així com amb danys als canons). Lütjens decidí deixar-los escapar, obeint les ordres que tenia d'evitar combats amb forces iguals o superiors llevat que es veiessin forçats per l'enemic.
A les maniobres següents, el Bismarck va aconseguir evitar als britànics. Sense preocupar-se dels britànics, i tot i les objeccions del capità Lindemann, Lütjens va transmetre un missatge de mitja hora de duració, que va ser interceptat pels britànics i usat per localitzar-los (a més, un avió de reconeixement els veié).
El 25 de maig, a les 11:25, Lütjens rebé un missatge d'aniversari del mateix Hitler. En aquells moments, el Bismarck ho tenia tot a favor per poder evitar als seus perseguidors de la Royal Navy, però Lütjens adoptà una posició fatalista. En un discurs a la tripulació, digué:
Mariners del cuirassat "Bismarck"! Us heu cobert de glòria! L'enfonsament del creuer de batalla "Hood" no té una vàlua només militar, sinó que també psicològica, ja que era l'orgull d'Anglaterra. Per tant, l'enemic intentarà concentrar les seves forces i atacar-nos. Ahir al vespre vaig alliberar al "Prinz Eugen" perquè pogués dedicar-se a combatre el comerç enemic. Ha aconseguit evitar l'enemic. Nosaltres, per l'altre costat, degut als danys que tenim, se'ns ha ordenat dirigir-nos cap a un port francès. En la nostra travessa, l'enemic ens espera i ens combatrà. El poble alemany està amb vosaltres, i lluitarem fins que els nostres canons estiguin vermells i hàgim disparat el darrer projectil. Per a nosaltres, mariners, la qüestió és la victòria o la mort
El 26 de maig va ser atacat per torpediners britànics Swordfish, provinents del HMS Ark Royal. Un torpede impactà al timó, deixant al Bismarck sense capacitat de maniobra, i amb la proa dirigida cap als seus perseguidors. A les 23:58 del 27 de maig, Lütjens va transmetre al Quarter General Naval
Al Führer del Reich Alemany, Adolf Hitler. Lluitarem fins al final confiant en vos, Führer meu, i en la ferma creença de la victòria final d'Alemanya. 
Hitler respongué a les 01:53:
Li ho agraeixo en nom de tota la nació Alemanya – Adolf Hitler. A la tripulació del cuirassat "Bismarck": Tota Alemanya està amb vosaltres. El que es pugui fer es farà. La vostra devoció al vostre deure enfortirà al nostre poble en la lluita per la seva existència – Adolf Hitler
Just abans de la darrera batalla del Bismarck, Lütjens envià una petició perquè un U-boot recollís el diari de guerra del vaixell. En la seva darrera transmissió, Lütjens va incloure que "Nau no més maniobrable. Lluitarem fins a la darrera salva. Llarga vida al Führer".
Els cuirassats HMS King George V i HMS Rodney, juntament amb diversos creuers i destructors, van castigar durament al Bismarck. Tot i que la seva superestructura estava totalment destruïda, les seves sales de màquines encara funcionaven (tot i que plenes de fum), però davant del risc que existia que el vaixell fos capturat, un dels oficials superiors supervivents ordenà obrir les comportes del vaixell i abandonar-lo. Gran part de la tripulació s'enfonsà amb el vaixell, tot i que mariners dels nivells inferiors van sobreviure. Només es rescataren a 118 membres d'una tripulació formada per 2.106 homes. Diversos centenars que havien sobreviscut a l'enfonsament de la nau van morir a l'aigua quan els britànics els abandonaren degut a l'amenaça d eque hi hagués submarins a la zona. Lüthens probablement va morir quan una salva de 360mm disparada pel HMS King George V destruí el pont, matant a diversos oficials superiors.

## Retrat irreal a la pel·lículaEnfonseu el Bismark!
A la pel·lícula de 1960 Enfonseu el Bismark!, Lütjens apareix com un nazi entusiasta, egoista i sobreconfiat, irat amb la humiliació sobre Alemanya i la seva pròpia manca de reconeixement al final de la Primera Guerra Mundial.
En realitat, Lütjens era pessimista respecte a les oportunitats d'èxit de la missió del Bismarck, i no estava gens d'acord amb les polítiques nazis (va ser un dels pocs oficials que es negaren a fer la salutació nazi quan Hitler visità el Bismarck abans de la seva única missió, substituint-la per la salutació naval tradicional.

## Historial militar i condecoracions

### Promocions
Fähnrich zur See - 21 d'agost de 1908
 Leutnant zur See – 28 de setembre de 1910
 Oberleutnant zur See – 27 de setembre de 1913
 Kapitänleutnant – 24 de maig de 1917
 Korvettenkapitän – 01 d'abril de 1926
 Fregattenkapitän - 01 d'octubre de 1931
 Kapitän zur See - 01 de juliol de 1933
 Konteradmiral - 01 d'octubre de 1937
 Vizeadmiral – 01 de gener de 1940
 Admiral - 01 de setembre de 1940

### Condecoracions
- Creu de Cavaller de la Creu de Ferro (16è) (14/06/1940) com Vizeadmiral und Befehlshaber der Aufklärungsstreitkräfte
- Creu de Cavaller amb Espases del Reial Orde Prussià de Hohenzollern (12/1917)
- Creu de Ferro de 1a Classe– 1914 (08/1916)
- Creu de Ferro de 2a Classe– 1914 (10/1915)
- Creu de Friedrich August de I Classe (Grossherzoglich)
- Creu de Friedrich August de II Classe amb barra "Davant de l'Enemic" (Grossherzoglich)
- Creu de Cavaller de II Classe de l'Orde del Lleó Lluitador amb Espases (Grossherzoglich)
- Creu Hanseàtica d'Hamburg
- Creu del Mèrit Militar de III Classe amb Distinció de Guerra (Àustria-Hongria)
- Creu d'Honor 1914-1918 (12/09/1934)
- Creu dels 25 anys de Servei
- Medalla dels 12 anys de Servei
- Creu de Cavaller amb Estrella de l'Orde del Mèrit (Hongria) (20/08/1938)
- Medalla de l'1 d'octubre de 1938 (20/12/1939)
- Medalla del Retorn del Districte del Memel (26/10/1939)
- Barra de 1939 Creu de Ferro de 1a Classe – 1914 (14-10-1939)
- Barra de 1939 Creu de Ferro de 2a Classe – 1914 (04-09-1939
- Insígnia de Guerra dels Destructors (11/11/1940)
- Insígnia de la Flota de Guerra d'Alta Mar (09/05/1942)
- 3 Mencions al Wehrmachtbericht (22/03/1941)(25/05/1941)(28/05/1941)